# Тригорці
Триго́рці (болг. Тригорци) — село в Добрицькій області Болгарії. Входить до складу общини Балчик.

## Населення
За даними перепису населення 2011 року у селі проживали 158 осіб.
Національний склад населення села:
| Національність   | Кількість осіб | Відсоток |
| ---------------- | -------------- | -------- |
| цигани           | 123            | 78,8%    |
| болгари          | 28             | 17,9%    |
| Всього відповіли | 156            |          |

Розподіл населення за віком у 2011 році:
Динаміка населення: